# Recopa Sul-Brasileira 2010
In 2010 werd de vierde en laatste editie van de Recopa Sul-Brasileira gespeeld. Aan het voetbaltoernooi namen vier toernooiwinnaars deel van competities uit de Zuid-Braziliaanse staten Rio Grande do Sul, São Paulo, Santa Catarina en Paraná.  Alle wedstrijden werden gespeeld in het Estádio Antônio Vieira Ramos in Gravataí van 3 tot 5 december. Cerâmica werd kampioen en ontving hiervoor 30.000 real, de runner-up kreeg 10.000 real. 
Doordat de Copa Paraná niet meer gespeeld werd nam de kampioen van de tweede klasse van deel, de Copa FGF keerde na een jaar afwezigheid terug, maar kampioen Internacional verzaakte aan deelname, waardoor Cerâmica de plaats innam. 

## Deelnemers
| Club                               | Toernooiwinnaar                           |
| ---------------------------------- | ----------------------------------------- |
| Paulista (Jundiaí)                 | Copa Paulista                             |
| Roma Apucarana (Apucarana)         | Kampioen 2de klasse Campeonato Paranaense |
| Brusque (Brusque (Santa Catarina)) | Copa Santa Catarina                       |
| Cerâmica (Gravataí)                | Tweede plaats Copa FGF                    |

## Knockout-fase
|  | Halve finale   | Halve finale |   |  | Finale    | Finale |  |
|  |                |              |   |  |           |        |  |
|  |                |              |   |  |           |        |  |
|  | Brusque        | 3            |   |  |           |        |  |
|  | Paulista       | 2            |   |  |           |        |  |
|  |                |              |   |  |           |        |  |
|  |                |              |   |  |           |        |  |
|  |                |              |   |  | Joinville | 0      |  |
|  |                | Cerâmica     | 1 |  |           |        |  |
|  |                |              |   |  |           |        |  |
|  |                |              |   |  |           |        |  |
|  |                |              |   |  |           |        |  |
|  |                |              |   |  |           |        |  |
|  | Cerâmica       | 1            |   |  |           |        |  |
|  | Roma Apucarana | 0            |   |  |           |        |  |